# Larsonella
Larsonella is een monotypisch geslacht van straalvinnige vissen uit de familie van grondels (Gobiidae).

## Soort
- Larsonella pumila (Larson & Hoese, 1980)